# Goderdzipasset
Goderdzipasset (georgiska: გოდერძის უღელტეხილი, Goderdzis ugheltechili) är ett bergspass i Arsianibergen i sydvästra Georgien. Det ligger i den sydvästra delen av landet, i den autonoma republiken Adzjarien. Goderdzipasset ligger 2 025 meter över havet.